# Gare de Blaker
Pour les articles homonymes, voir Blaker (homonymie).
La gare de Blaker est une gare ferroviaire de la Kongsvingerbanen située dans la commune de Sørum.

## Situation ferroviaire
La gare, établie à 114.3 m d'altitude, est située à 41.98 km d'Oslo.

## Histoire
La gare de Blaker fut mise en service en 1862 et fait partie des gares historiques de la Kongsvingerbanen.

## Service des voyageurs

### Accueil
La gare possède un parking de 20 places, d'un parc à vélo et d'une aubette. Il y a également une salle d'attente ouverte du lundi au vendredi (de 5h à 10h) mais uniquement du 1er octobre au 1er mai. Il n'y a ni guichet ni automates.

### Desserte
La halte est desservie par des trains locaux en direction de Kongsvinger et d'Asker. 